# Argentiniformes
Argentiniformes es un orden de peces de la clase Actinopterygii. Se solía incluir en los Osmeriformes como el suborden Argentinoidei junto a Alepocephaloidei.
Contiene 6-7 familias con 60 géneros y 200 especies.

## Sistemáticas
La clasificación de Argentiniformes es:
- Suborden Alepocephaloidei
  - Familia Alepocephalidae (incluye especies de Bathylaconidae)
  - Familia Leptochilichthyidae
  - Familia Platytroctidae (incluyendo Searsiidae)
- Suborden Argentinoidei
  - Familia Argentinidae
  - Familia Bathylagidae (a veces incluido en Microstomatidae)
  - Familia Microstomatidae
  - Familia Opisthoproctidae

Una familia extinta conocida por sus fósiles que puede pertenecer a este orden es Pattersonellidae.

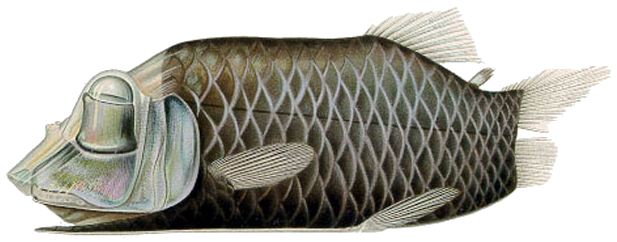
Opisthoproctus soleatus
(Argentinoidea: Opisthoproctidae)